# Dioula (langue)
Pour les articles homonymes, voir Dioula.
Ne doit pas être confondu avec Diola.
Étant une ethnie, le dioula est aussi une des langues mandingue (sous-groupe des langues mandées), parlée ou comprise par environ 50 millions de personnes au Mali, en Côte d'Ivoire, au Burkina Faso (pays dans lequel le dioula a le statut de langue nationale) et présente plus largement dans toute l'Afrique de l'Ouest comme langue véhiculaire, une des plus importantes de la sous-région.
Utilisé originellement par les marchands itinérants originaires de l'actuel Mali, le dioula véhiculaire est un dialecte simplifié dérivé du bambara, dont il est très proche par la structure et le vocabulaire.
À côté de ce « dioula interethnique » parfois appelé péjorativement tagboussikan par les locuteurs de langue maternelle mandingue, on recense plus d'une vingtaine de dialectes régionaux en Côte-d'Ivoire qui sont communément nommés dioula.
À l’instar des autres langues mandées, le dioula est une langue tonale. Il peut être écrit grâce à un alphabet latin adapté ou bien avec l'alphabet N'ko inventé en 1949.

## Formation
Pour la plupart des linguistes, le nom dioula provient du mot manding « jùla » qui veut dire « marchand ».
La plupart des locuteurs dont la langue maternelle est une langue mandingue méprisent le dioula qu'ils considèrent comme une langue dégénérée, terme utilisé pour la désigner « Tagboussi », une langue dont le lexique est pauvre et abâtardi.

## Écriture

### La sous-commission du dioula au Burkina Faso
Au Burkina Faso, l’orthographe du dioula est réglementée par la sous-commission du dioula de la Commission nationale des langues.
La sous-commission nationale du dioula a été créée le 15 juillet 1971 et elle a immédiatement lancé des travaux visant à fixer l'alphabet dioula. Un premier alphabet a été publié le 27 juillet 1973 et officialisé le 2 février 1979. Par la suite, des lettres nouvelles ont été ajoutées, ‹ c, j ›, pour les mots d’emprunt, d’autres ont été remplacées ‹ sh › par ‹ s ›, et ‹ ny › par ‹ ɲ ›.

### Alphabet latin
L'alphabet dioula du Burkina Faso comporte 28 lettres représentant si possible un phonème unique.
Dans l’orthographe, les voyelles longues sont représentées par le redoublement de la lettre, par exemple /e/ s’écrit ‹ e › et /eː/, ‹ ee ›. La nasalisation d’une voyelle est représenté à l’aide du ‹ n › après celle-ci, par exemple /ẽ/ s’écrit ‹ en ›.
| Alphabet (Burkina Faso) | Alphabet (Burkina Faso) | Alphabet (Burkina Faso) | Alphabet (Burkina Faso) | Alphabet (Burkina Faso) | Alphabet (Burkina Faso) | Alphabet (Burkina Faso) | Alphabet (Burkina Faso) | Alphabet (Burkina Faso) | Alphabet (Burkina Faso) | Alphabet (Burkina Faso) | Alphabet (Burkina Faso) | Alphabet (Burkina Faso) | Alphabet (Burkina Faso) | Alphabet (Burkina Faso) | Alphabet (Burkina Faso) | Alphabet (Burkina Faso) | Alphabet (Burkina Faso) | Alphabet (Burkina Faso) | Alphabet (Burkina Faso) | Alphabet (Burkina Faso) | Alphabet (Burkina Faso) | Alphabet (Burkina Faso) | Alphabet (Burkina Faso) | Alphabet (Burkina Faso) | Alphabet (Burkina Faso) | Alphabet (Burkina Faso) | Alphabet (Burkina Faso) |
| ----------------------- | ----------------------- | ----------------------- | ----------------------- | ----------------------- | ----------------------- | ----------------------- | ----------------------- | ----------------------- | ----------------------- | ----------------------- | ----------------------- | ----------------------- | ----------------------- | ----------------------- | ----------------------- | ----------------------- | ----------------------- | ----------------------- | ----------------------- | ----------------------- | ----------------------- | ----------------------- | ----------------------- | ----------------------- | ----------------------- | ----------------------- | ----------------------- |
| A                       | B                       | C                       | D                       | E                       | Ɛ                       | F                       | G                       | H                       | I                       | J                       | K                       | L                       | M                       | N                       | Ɲ                       | Ŋ                       | O                       | Ɔ                       | P                       | R                       | S                       | T                       | U                       | V                       | W                       | Y                       | Z                       |
| a                       | b                       | c                       | d                       | e                       | ɛ                       | f                       | g                       | h                       | i                       | j                       | k                       | l                       | m                       | n                       | ɲ                       | ŋ                       | o                       | ɔ                       | p                       | r                       | s                       | t                       | u                       | v                       | w                       | y                       | z                       |
| Valeur phonétique (API) |                         |                         |                         |                         |                         |                         |                         |                         |                         |                         |                         |                         |                         |                         |                         |                         |                         |                         |                         |                         |                         |                         |                         |                         |                         |                         |                         |
| a                       | b                       | tʃ                      | d                       | e                       | ɛ                       | f                       | g                       | h                       | i                       | dʒ                      | k                       | l                       | m                       | n                       | ɲ                       | ŋ                       | o                       | ɔ                       | p                       | r                       | s                       | t                       | u                       | v                       | w                       | j                       | z                       |

La notation des tons avait été recommandée en 1973, mais cela n'a pas été suivi d'effets. Le guide de transcription de 2003 n'a d'ailleurs pas réitéré cette recommandation. Les tons sont notés cependant dans les ouvrages lexicographiques et dans certains cas, pour éviter des ambiguïtés.
Par exemple :
- ‹ a › pour il/elle
- ‹ á › pour vous

### Alphabet N'ko
L'alphabet N'ko a été inventé en 1949 en Côte d'Ivoire par le chercheur guinéen d'origine malienne Solomana Kante ; il est aujourd'hui informatisé. C'est l'alphabet le mieux adapté pour transcrire les langues avec tonalité.[réf. nécessaire] Mais le manque de financement des gouvernements et l'omniprésence du français (et donc de l'alphabet latin) dans tous les domaines de la vie quotidienne ont entravé la diffusion de cet alphabet qui n'est utilisé que par 400 000 à 900 000 personnes, principalement en Guinée et au Mali.

#### Voyelles
| ɔ o /ɔ/ | o ô /o/ | u ou /u/ | ɛ è /ɛ/ | i /i/ | e é /e/ | a /a/ |
| ߐ       | ߏ       | ߎ        | ߍ       | ߌ     | ߋ       | ߊ     |
|         |         |          |         |       |         |       |

#### Consonnes
| ra /ɾa/ | da /da/ | tcha /t͡ʃa/ | dja /d͡ʒa/ | ta /ta/   | pa /pa/ | ba /ba/  |
| ߙ       | ߘ       | ߗ          | ߖ         | ߕ         | ߔ       | ߓ        |
|         |         |            |           |           |         |          |
| ma /ma/ | la /la/ | ka /ka/    | fa /fa/   | gba /ɡ͡ba/ | sa /sa/ | rra /ra/ |
| ߡ       | ߟ       | ߞ          | ߝ         | ߜ         | ߛ       | ߚ        |
|         |         |            |           |           |         |          |
| n' /n̩/  |         | ya /ja/    | wa /wa/   | ha /ha/   | na /na/ | nya /ɲa/ |
| ߒ       |         | ߦ          | ߥ         | ߤ         | ߣ       | ߢ        |
|         |         |            |           |           |         |          |

## En Côte d'Ivoire
Le dioula est mis en avant par le gouvernement actuel, qui voudrait en faire la seule langue nationale véhiculaire sur l’ensemble de celui-ci. Il est très proche du bambara moderne et peut être considéré, sous certains aspects, comme une variante régionale de ce dernier.

### Histoire
Le dioula a été diffusé par les populations mandingues qui ont commencé à essaimer dans toute l’Afrique de l’Ouest vers le XVe siècle et qui pratiquaient majoritairement le commerce. La colonisation n’arrête pas l’expansion et l’influence de la langue des Dioula, voire l'amplifie car les colonisateurs s'appuient sur ces marchands. Très vite, le français et le dioula rentrent en concurrence au sein du nouveau prolétariat détribalisé des villes ivoiriennes.
Dans ce contexte de cohabitation, le dioula finit par servir « de langue du substrat à la création de variétés d’argots en Côte-d’Ivoire » comme le nouchi.

### Catégories
La connotation très populaire voire racaille du terme « dioula » en Côte d'Ivoire fait que les intellectuels et les médias préfèrent l'utilisation du terme considéré comme plus noble de « malinké ».
A côté du « dioula interethnique », le dioula des marchands, appelé tagboussikan, qui sert de langue véhiculaire au nord de la Côte-d'Ivoire et dans l’ouest du Burkina Faso, on compte plus d'une vingtaine de dialectes régionaux en Côte-d'Ivoire qui sont communément nommés dioula et sont des langues maternelles.
Le foyer historique dioula se situe dans la région autour de la ville de Kong dans le nord-est de la Côte d'Ivoire, et le dioula de Kong est souvent considéré lorsqu'il s'agit de comparer la « langue dioula » aux autres dialectes mandingues.
Les parlers du Nord-Ouest sont par contre très différents : ils s'approchent davantage des dialectes malinkés de Guinée et leur place au sein du groupe mandingue ainsi que leurs délimitations ne sont pas totalement éclaircies. Une enquête de la Société internationale de linguistique en 1999 a conclu à l'existence d'au moins cinq langues différenciées : le mahou, le kaniga, le koyaga, l’odiennéka, le bondoukouka, le koro et le worodougouka.
En ce qui concerne le nouchi, une forme d'argot présente en Côte d'Ivoire, ses deux langues sources sont deux parlers mandingues : le soso et le dioula. L'emprunt de mot du dioula dans le nouchi a toutefois tendance à diminuer avec le niveau scolaire du locuteur.

#### Normalisation
- Commission nationale des langues burkinabè – Sous-commission du dioula, Guide de transcription du Dioula, Burkina Faso, 2003
- Commission nationale des langues burkinabè – Sous-commission nationale du dioula, Règles orthographiques du dioula, Ouagadougou, Coopération suisse, 1999, 69 p.

#### Etudes comparées
- Maurice Delafosse, Vocabulaires comparatifs de plus de 60 langues ou dialectes parlés à la Côte d’Ivoire et dans les régions limitrophes, Paris, E. Leroux, 1904, 284 p.
- Moussa Coulibaly et Haraguchi Takehiko, Lexique du dioula, Institute of Developing Economies, 1993 (lire en ligne)
- Maurice Delafosse, Essai de manuel pratique de la langue mandé ou mandingue. Étude grammaticale du dialecte dyoula. Vocabulaire français-dyoula. Histoire de Samori en mandé. Étude comparée des principaux dialectes mandé, Paris, Publications de l'INALCO, 1904, 304 p.
- M. J. Derive, « Dioula vehiculaire, dioula de Kong et dioula d’Odiénné », Annales de l’Université d’Abidjan,‎ 1976
- Mohamadou Diallo, « Le noyau du code orthographique du dioula du Burkina Faso », Mandekan, Bulletin semestriel d’études linguistiques mandé, no 37,‎ 2001, p. 9-31
- Y. Person, Samori : Une révolution dyula, t. 1, Dakar, IFAN, coll. « Mémoires de l’Institut fondamental d’Afrique noire » (no 80), 1968
- Y. Person, Samori : Une révolution dyula, t. 2, Dakar, IFAN, coll. « Mémoires de l’Institut fondamental d’Afrique noire » (no 80), 1970
- Y. Person, Samori : Une révolution dyula, t. 3, Dakar, IFAN, coll. « Mémoires de l’Institut fondamental d’Afrique noire » (no 80), 1975
- Mamadou Lamine Sanogo (mémoire de maîtrise, sous la direction de Bakary Coulibaly), Les syntagmes nominaux du jula véhiculaire, Université de Ouagadougou, 1991, 81 p.
- Mamadou Lamine Sanogo (mémoire de DEA, sous la direction de Bakary Coulibaly), Approche définitoire du jula véhiculaire, Université de Ouagadougou, 1992, 79 p.
- Mamadou Lamine Sanogo, « Tons, segments et règles transformationnelles en jula », Mandenkan, Paris, no 30,‎ 1995, p. 41-54
- Mamadou Lamine Sanogo (thèse de l’Université de Rouen, sous la direction de Claude Caitucoli (URA-CNRS 1164)), Langues nationales, langues véhiculaires, langue officielle et glottopolitique au Burkina Faso : la problématique du jula véhiculaire, 1996, 832 p.
- Mamadou Lamine Sanogo, « Les fondements scientifiques d’une règle d’écriture orthographique : le redoublement de la voyelle finale du défini en jula », Cahiers du CERLESHS, Université de Ouagadougou, no 16,‎ 1999, p. 127-144
- Mamadou Lamine Sanogo, À propos de jula à Bobo-Dioulasso, 2000, 73-83 p., chap. spécial 2, PUO
- Mamadou Lamine Sanogo, « L’ethisme jula : origines et évolution d’un groupe ethnolinguistique dans la boucle du Niger », dans Y. G. Madiéga et O. Nao, Burkina Faso, Cent ans d’histoire, 1895-1995, t. 1, 2003, 370-379 p.
- Mamadou Lamine Sanogo, « À propos des constructions du syntagme complétif en dioula », Cahiers du CERLESHS, Université de Ouagadougou, no 20,‎ 2003, p. 179-211
- Mamadou Lamine Sanogo, « Vers une approche sociolinguistique des dérivatifs en dioula véhiculaire », Cahiers du CERLESHS, Université de Ouagadougou, no 1* er numéro spécial,‎ juin 2003, p. 221-223
- Mamadou Lamine Sanogo, La recherche terminologique dans un dialecte couvert : le cas du dioula, Paris, Édition des archives contemporaines, 2006, 631-639 p.
- Louis Tauxier, Le noir de Bondoukou : koulango, dioula, Abrons, etc., Nandeln Liechtenstein, Crauss, réimpression de l'Edition de Paris, E. Leroux, 1921, XII-770

#### Méthodes

##### Dioula de Burkina Faso
- DAFS 1979. Lexique de base jula. Ouagadougou: DAFS.
- DAFS 1982. Lexique pour l'alphabétisation des adultes (jula). Roneotyped. Ouagadougou, Paris: DAFS et ACCT.
- Tera, Kalilu / Fritz Goerling et al. 1991. Julakan sebencogo ani a kumadenw sigicogo. Orthographe et grammaire pratiques du dioula. Abidjan : ILA, SIL.
- Aïsata Dakoyu / Sanou, Le Dioula facile, Ouagadougou (2 tomes)

##### Dioula de Côte d'Ivoire
- Dumestre, Gérard 1970. Eléments de grammaire dioula. Roneotyped. Abidjan : ILA.
- Dumestre, Gérard 1971. Cours de dioula à l'usage des volontaires du Corps de la paix. Roneotyped. Abidjan.
- Dumestre, Gérard et G.L.A. Retord 1974. kó di, Cours de dioula, Université d'Abidjan, 1974, 318 p.
- Koné, Dramane 1982. Esquisse d'un parler jula. Ms. Université de Grenoble.
- Kalilou Tera, Fritz Goerling, Randall Groff, Orthographe et grammaire dioula de Côte d'Ivoire, Institut de linguistique appliquée, 1991, 90 p., Abidjan.